# Sclerocroton integerrimus
Sclerocroton integerrimus är en törelväxtart som beskrevs av Ferdinand von Hochstetter. Sclerocroton integerrimus ingår i släktet Sclerocroton och familjen törelväxter. Inga underarter finns listade i Catalogue of Life.

## Bildgalleri

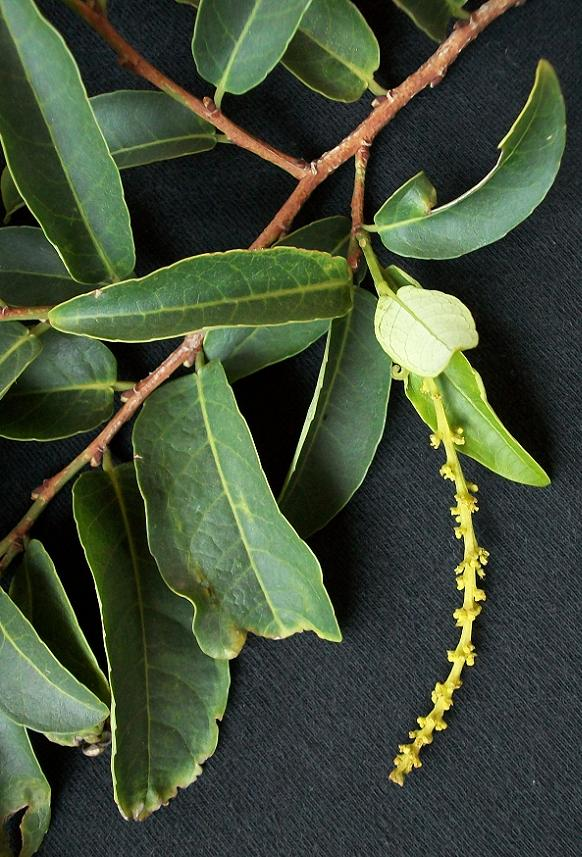
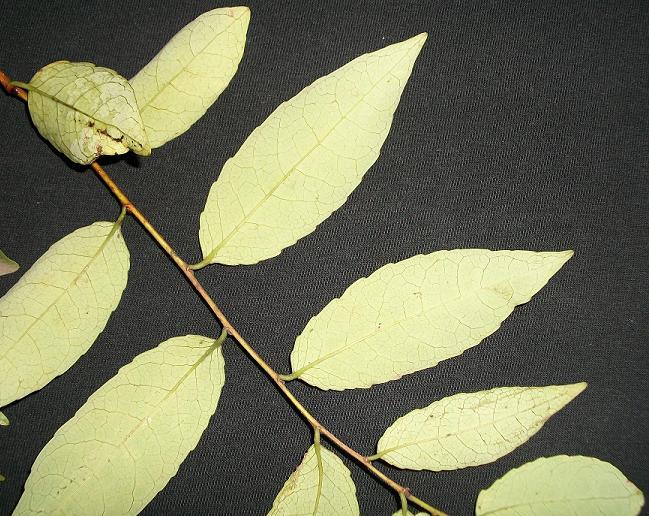
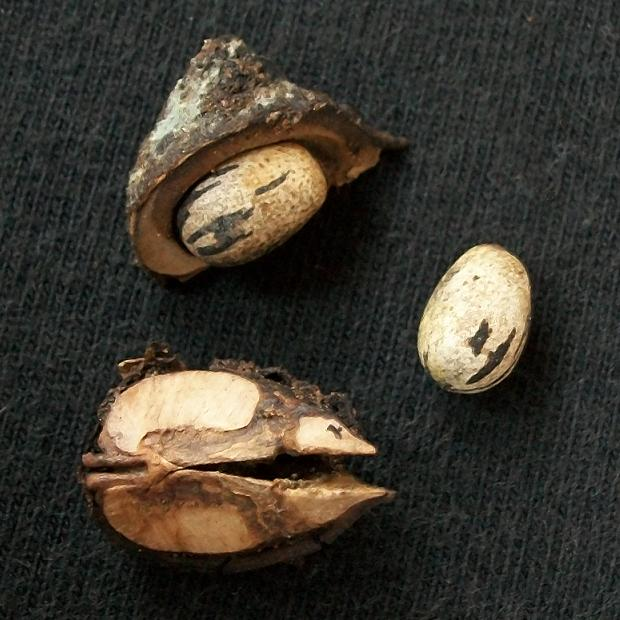
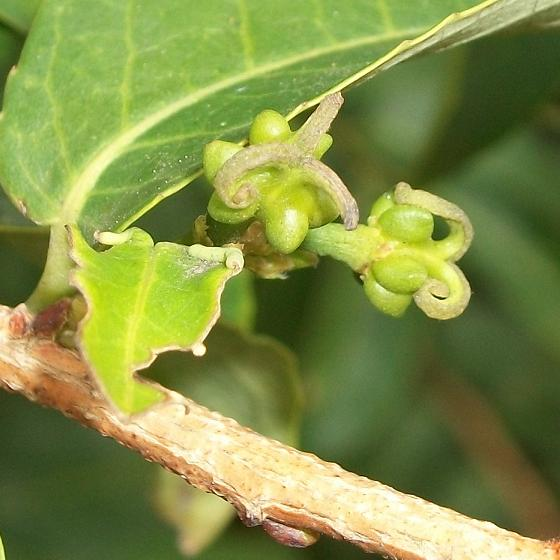